# Summerteeth
Summerteeth är Wilcos tredje studioalbum, utgivet 9 mars 1999.

## Låtlista
1. "Can't Stand It" (Tweedy, Bennett) – 3:46
2. "She's a Jar" (Tweedy, Bennett) – 4:43
3. "A Shot in the Arm" (Tweedy, Bennett, Stirratt) – 4:19
4. "We're Just Friends" (Tweedy, Bennett, Stirratt) – 2:44
5. "I'm Always in Love" (Tweedy, Bennett) – 3:41
6. "Nothing'severgonnastandinmyway(again)" (Tweedy, Bennett, Stirratt) – 3:20
7. "Pieholden Suite" (Tweedy, Bennett) – 3:26
8. "How to Fight Loneliness" (Tweedy, Bennett) – 3:53
9. "Via Chicago" (Tweedy) – 5:33
10. "ELT" (Tweedy, Bennett) – 3:46
11. "My Darling" (Tweedy, Bennett) – 3:38
12. "When You Wake Up Feeling Old" (Tweedy) – 3:56
13. "Summer Teeth" (Tweedy, Bennett) – 3:21
14. "In a Future Age" (Tweedy, Bennett) – 2:57

Dolda spår:
1. Untitled (silence, dolt spår) – 0:23
2. "Candyfloss" (dolt spår) (Tweedy, Bennett) – 2:57
3. "A Shot in the Arm" (alternativ version, dolt spår) (Tweedy, Bennett, Stirratt) – 3:54

### Bonusskivans ("And Sum Aren't") låtlista
1. "I Must Be High"
2. "Pick Up the Change"
3. "Passenger Side"
4. "Monday (Demo Version)"
5. "I Got You (At the End of the Century)"
6. "Hotel Arizona"
7. "Outtasite (Outta Mind) - Live"
8. "Someone Else's Song"
9. "Red Eyed and Blue - Live"
10. "Box Full of Letters - Live"
11. "Why Would You Wanna - Live"
12. "Forget The Flowers - Live"
13. "The Lonely 1"
14. "Sunken Treasure - Live"
15. "At My Window Sad and Lonely"
16. "Blasting Fonda - non album track"

### Fotnoter
1. ↑  Ankeny, Jason. ”Summerteeth”. Allmusic.com. http://www.allmusic.com/album/summerteeth-r398123. Läst 26 februari 2011.